# Mercury Caliente
Der Mercury Caliente war ein PKW, der von 1964 bis 1967 von Mercury, einer Marke der Ford Motor Company, hergestellt wurde. Er war die luxuriöseste Ausführung des kleinen Mercury-Modells Comet.
Wie der Comet, basierte auch der Caliente auf unterschiedlichen zeitgenössischen amerikanischen Ford-Modellen. Basis des Comet war von 
- 1964 bis 1965 der Ford Falcon
- 1966 bis 1967 der Ford Fairlane.

## Der Caliente auf Falcon-Basis (1964–1965)

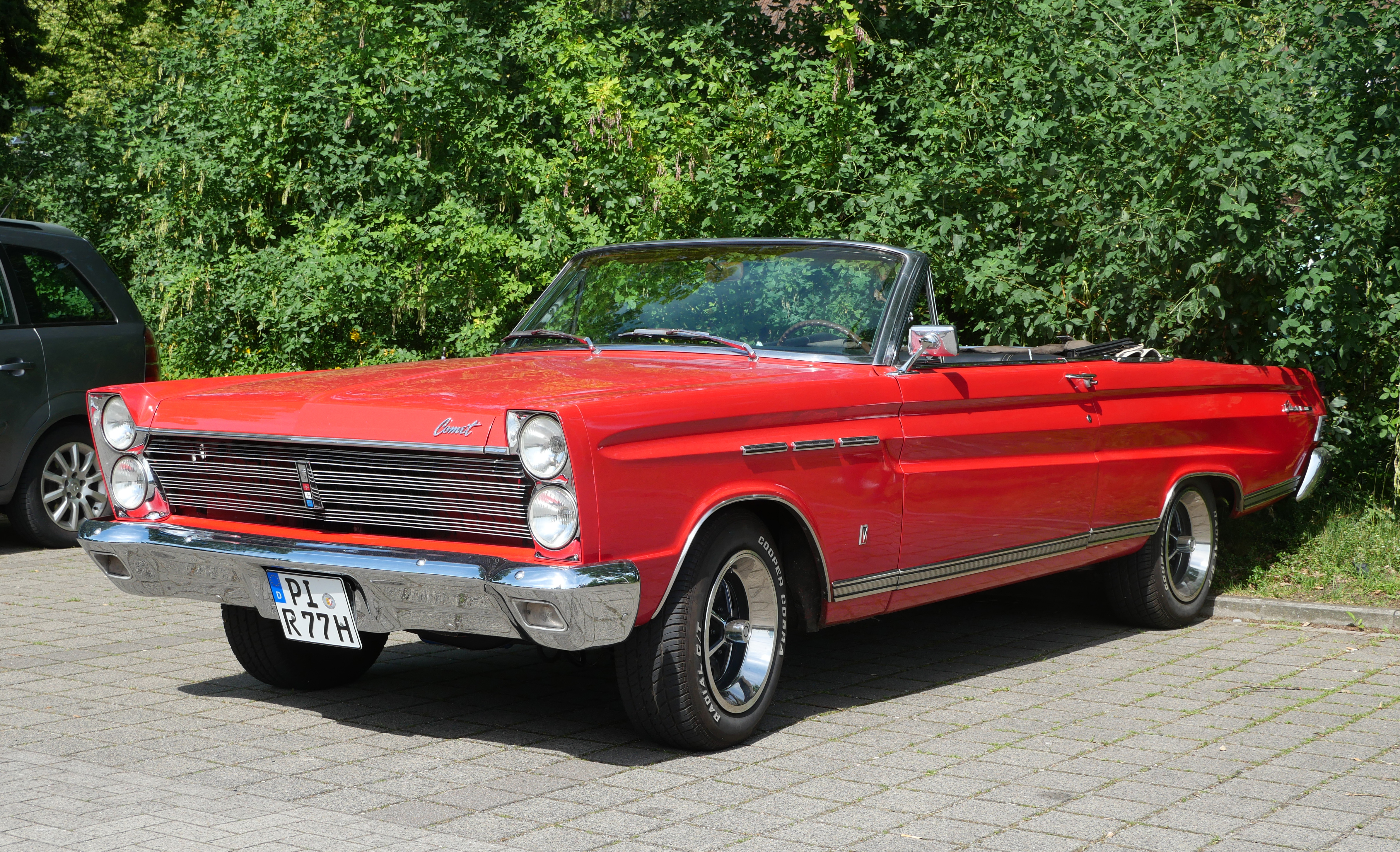
Mercury Comet Caliente (1965)

Gegenüber dem normalen Comet besaß der Caliente eine bessere Ausstattung, z. B. ein gepolstertes Armaturenbrett mit Walnußeinlage und dickere Teppiche. Neben den viertürigen Limousinen gab es ein Hardtop-Coupé und ein Cabriolet. Mit dem Comet teilte der Caliente auch den Antrieb: einen obengesteuerten Sechszylinder-Reihenmotor mit 2734 cm³ Hubraum, der 101 bhp (74 kW) bei 4400/min. abgab.
1965 hatte der Caliente anstatt der nebeneinander liegenden Doppelscheinwerfer übereinander angeordnete. Dazu kam, wie beim Comet ein größerer Motor mit 3217 cm³ Hubraum und 120 bhp (88 kW) Leistung bei 4400/min. Das Cabriolet bekam ein elektrisch zu betätigendes Dach.
Von der ersten Caliente-Baureihe entstanden 123.080 Exemplare.

## Der Caliente auf Fairlane-Basis (1966–1967)
Die Comet-Modelle von 1966 basierten nicht mehr auf dem Ford Falcon, sondern auf dem größeren Ford Fairlane. Der Radstand legte um 2" (51 mm) zu. Antrieb und Aussehen des Wagens allerdings blieben ebenso gleich, wie das Angebot an Karosserieversionen.
Auch 1967 gab es keine wesentlichen Änderungen. Der Caliente blieb die beste Ausführung des Mercury Comet.
Von der zweiten Baureihe entstanden 69.375 Exemplare. 1968 wurde der Caliente durch den Mercury Montego ersetzt.

## Quelle
- Gunnell, John: Standard Catalog of American Cars 1946-1975. Krause Publications, Iola 2002. ISBN 0-87349-461-X